# August von Froriep
August von Froriep, född 10 september 1849 i Weimar, död 11 oktober 1917 i Tübingen, var en tysk anatom. 
Froriep blev professor i anatomi vid Tübingens universitet 1884 (ordinarie från 1895). Han utövade en mycket omfattande verksamhet på såväl jämförande-anatomiskt som embryologiskt område. Han adlades 1908.